# Parc quasi national d'Echizen-Kaga Kaigan
Le parc quasi national d'Echizen-Kaga Kaigan (越前加賀海岸国定公園, Echizen-Kaga Kaigan Kokutei Kōen) est un parc quasi national situé dans les préfectures de Fukui et d'Ishikawa au Japon. Créé le 1er mai 1968, il s'étend sur 92,46 km2.